# Sleutelsoort

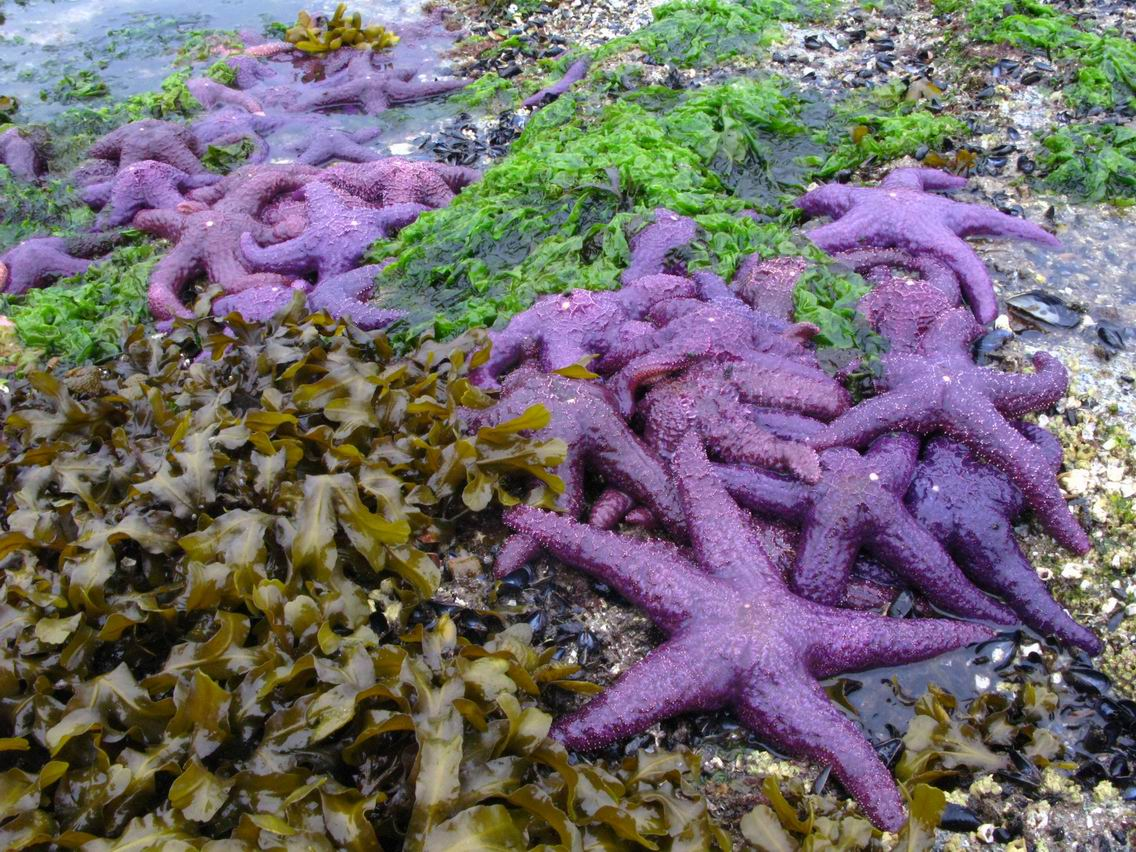
Cluster van Pisaster ochraceus

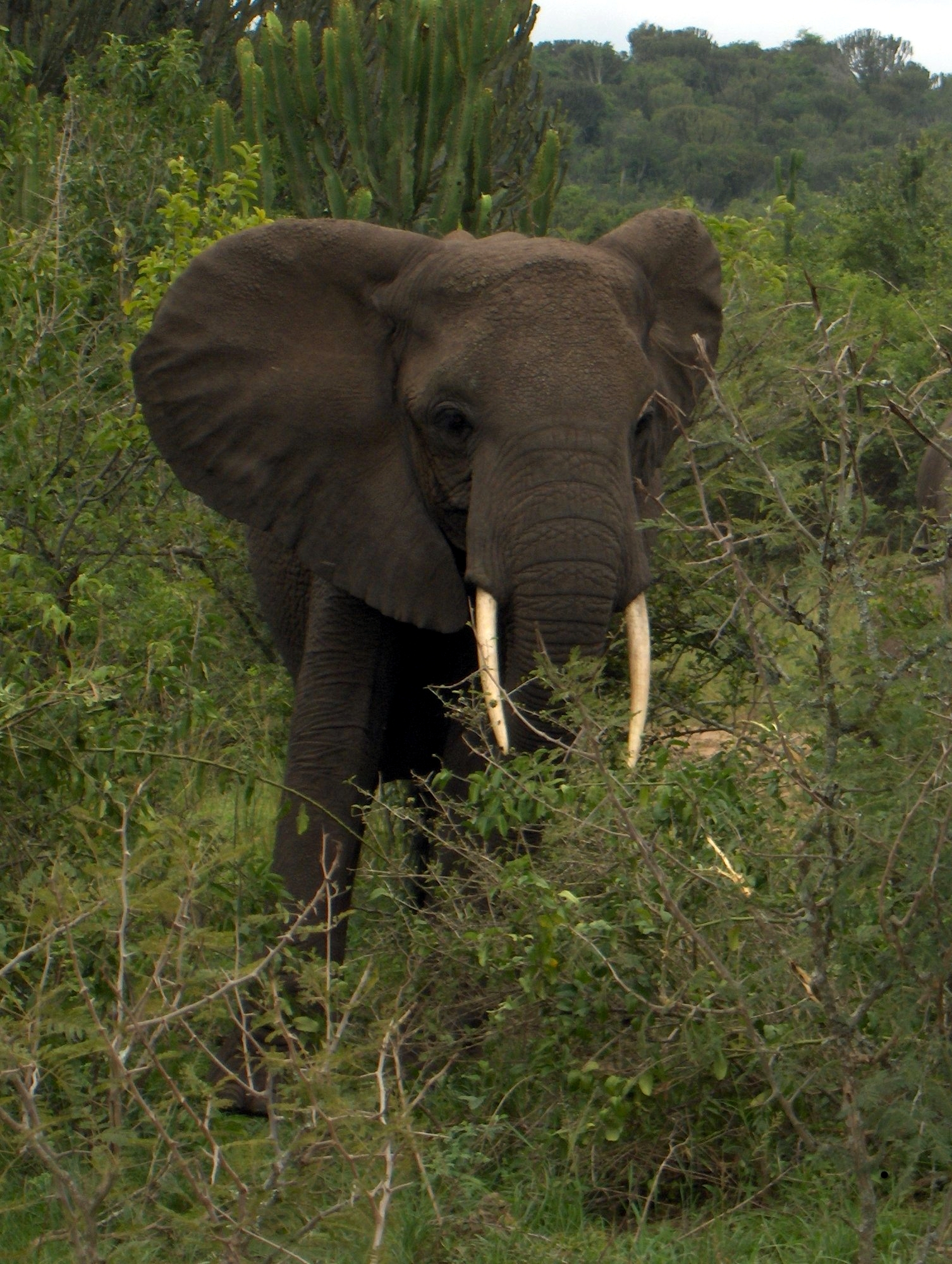
Afrikaanse olifant

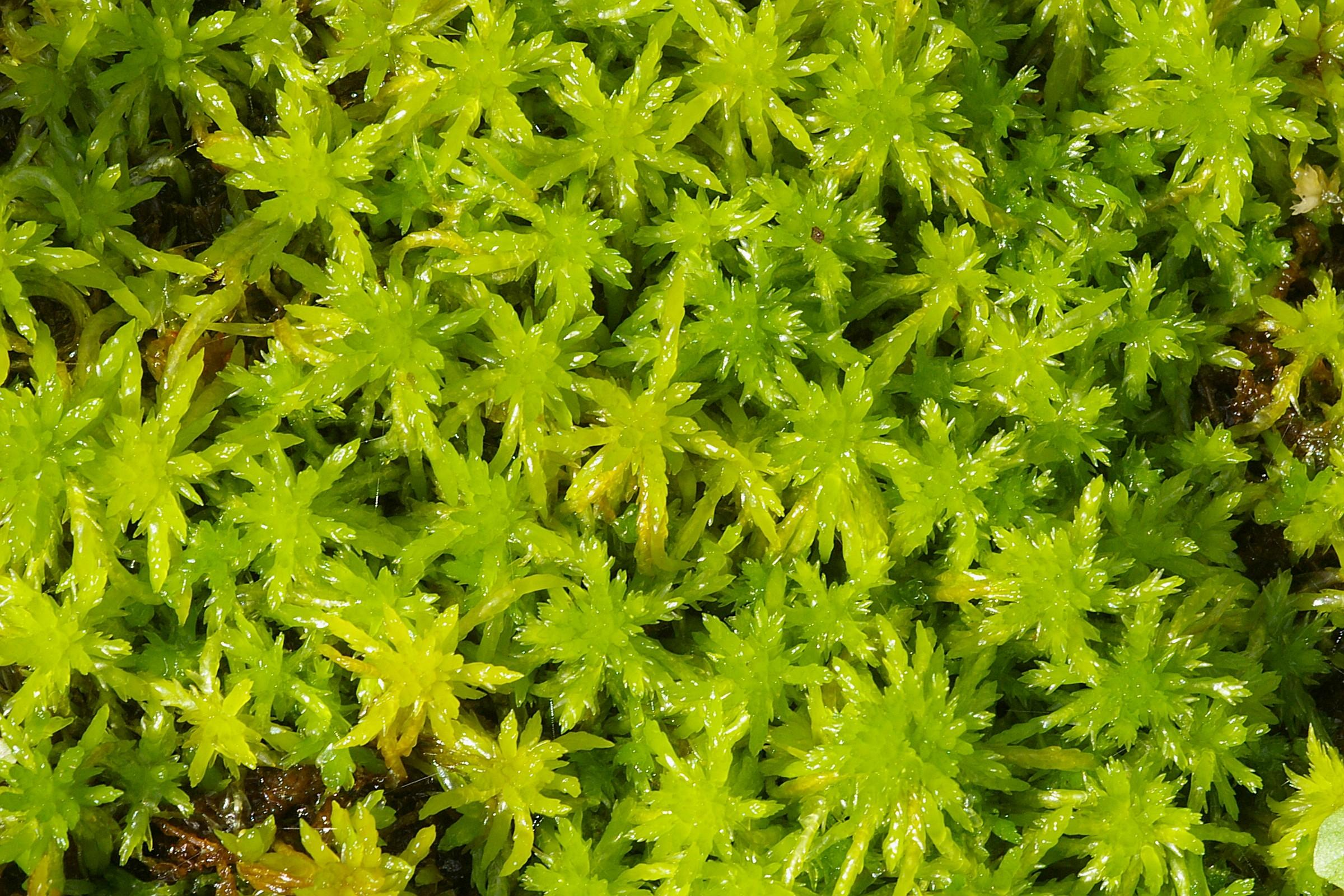
Veenmos

Een sleutelsoort (keystone species) is een soort waarvan de invloed op het ecosysteem of de levensgemeenschap waartoe de soort behoort groter is dan op basis van het voorkomen van de soort gedacht zou worden. Deze invloed dankt de soort aan zijn plaats in het trofische niveau, zijn productie of zijn functie als voedselbron. De soort vervult een sleutelrol en het wegvallen van een sleutelsoort zal de structuur of het functioneren van de levensgemeenschap of het ecosysteem in sterke mate veranderen.
Het begrip keystone species is afkomstig van zoöloog Robert T. Paine, die het woord in 1969 bedacht. De beeldspraak verwijst naar sommige stenen in een boog-constructie: worden die stenen weggehaald, dan stort de boog in. Paine beschreef hiermee de rol van Pisaster ochraceus, een zeestersoort in een rotsige getijdengemeenschap en de veranderingen in deze gemeenschap nadat deze zeesterren handmatig verwijderd waren. Na het verdwijnen van de zeester nam het aantal overige soorten af van 15 naar 8.

## Typen
Er zijn verschillende typen sleutelsoorten. Sleutelsoorten die een grote invloed uitoefenen op hun fysieke omgeving − zoals de bever − worden ook wel biobouwer of ecosysteemingenieur genoemd. Daarnaast zijn er sleutelsoorten die een cruciale rol spelen bij de voedselvoorziening van andere soorten. Dat is bijvoorbeeld het geval in Zuid-Amerikaanse tropische regenwouden waar de vruchten, zaden en nectar van een aantal plantensoorten een grote invloed hebben op de overlevingskansen van verscheidene vogels en zoogdieren en dus op de structuur van de levensgemeenschap. Andere beïnvloeden biologische processen die van levensbelang voor andere soorten zijn, zoals bepaalde schimmels die essentieel zijn voor sommige boomsoorten.

## Voorbeelden
Een veel genoemd voorbeeld is de Afrikaanse olifant die een enorme invloed heeft op en onmisbaar is voor de structuur van de vegetatie en het ecosysteem waarin deze voorkomt. Sommige carnivoren hebben naast hun directe invloed – het bepalen van de populatie-omvang van hun prooidieren – ook een indirecte invloed. Door de aanwezigheid van predatoren als de wolf of tijger gaan sommige herbivoren bepaalde gebieden mijden, wat de begroeiing op die plekken bepaalt.

### De mens
De mens wordt door sommigen beschouwd als sleutelsoort en zelfs hyperkeystone species, een soort hogere orde sleutelsoort, die een grote invloed op andere sleutelsoorten heeft. De opvatting dat de mens een sleutelsoort is, wordt niet door alle ecologen gedeeld, omdat bij het wegvallen van de mens de kwaliteit en het functioneren van het ecosysteem eerder zou toenemen dan afnemen, blijkens bijvoorbeeld de biodiversiteit.

### Nederland en België
Voorbeelden van sleutelsoorten in Nederlandse en Belgische ecosystemen zijn de bever, soorten uit de familie van de regenwormen en soorten uit het geslacht van de veenmossen.

## Kritiek
Het begrip sleutelsoort is ondanks zijn veelvuldige toepassing aan kritiek onderhevig. Het belangrijkste commentaar is dat het begrip zo vaag is en verschillend gebruikt kan worden. Het kan soorten betreffen die geheel andersoortige functies vervullen en om uiteenlopende redenen een belangrijke rol kunnen spelen in een ecosysteem. Het kan bijvoorbeeld gaan om grote predatoren als de wolf of de tijger, om structuurbepalende dieren als de olifant of de bever of om plantensoorten als Banksia prionotes die nectar levert aan voor de bevruchting van planten wezenlijke vogels.